# Биттман, Марк
Марк Биттман (англ. Mark Bittman) — американский кулинарный журналист, автор и бывший обозреватель газеты «The New York Times». Биттман пропагандирует флекситарианскую диету VB6 («вегетарианство до 6 часов вечера», аббревиатура от «vegan before 6:00»).

## Карьера
Марк Биттман — журналист, кулинарный обозреватель и автор 30 книг, в том числе бестселлера «Как приготовить все» и ряда других книг из той же серии, а также бестселлера «VB6: вегетарианство до 6 часов вечера». Он был лауреатом многочисленных премий Международной ассоциации профессионалов кулинарии, Джулии Чайлд и Джеймса Бирда за свои работы.
Он был обозревателем общественного мнения в газете и ведущим кулинарным обозревателем «The New York Times». Его рубрика «Минималист» выходила в New York Times более 13 лет; последний раз она была опубликована 26 января 2011 года.
В 2019 году Биттман, совместно с платформой «Medium», начал выпускать журнал о продуктах питания под названием «Heated».

### VB6
Марк Биттман является автором книг «VB6: веганство до 6 часов вечера» и «Кулинарная книга VB6», где он рекомендует флекситарианскую диету. Идея, лежащая в основе диеты, заключается в том, чтобы есть веганскую пищу до 18:00 и любую другую пищу после неё, ограничивая потребление обработанных продуктов.
Британская ассоциация диетологов включила диету VB6 одной из «Топ-5 худших диет от знаменитостей, которые следует избегать в 2015 году».

## Личная жизнь
Марк Биттман окончил Среднюю школу Стайвесанта и Университет Кларка. Он жил в Беркли с 2015 по 2017 год. Есть две дочери от предыдущего брака.
Он участвует в марафонах, является лицензированным пилотом и сейчас живёт в городе Колд-Спринг, штат Нью-Йорк.
Сам Биттман — еврей, а его бабушка и дедушка эмигрировали из Украины и Румынии.